# مرسيدس بنز الفئة سي إل إيه
مرسيدس بنز الفئة سي إل إيه (بالإنجليزية: Mercedes-Benz CLA-Class)‏ هي سيارة مدمجة من صناعة دايملر كرايسلر أنتجت في 2013.

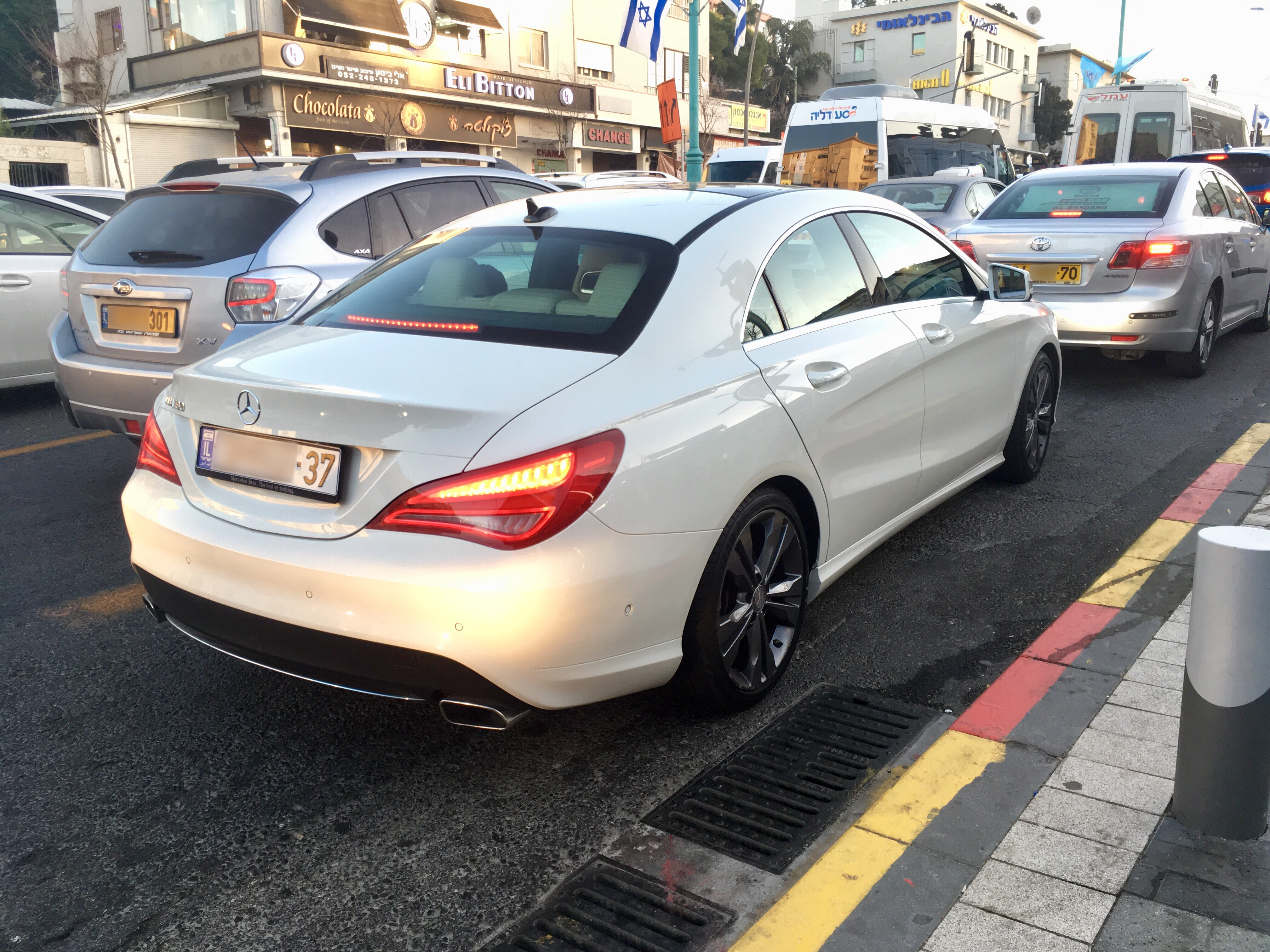
CLA 180 في إسرائيل

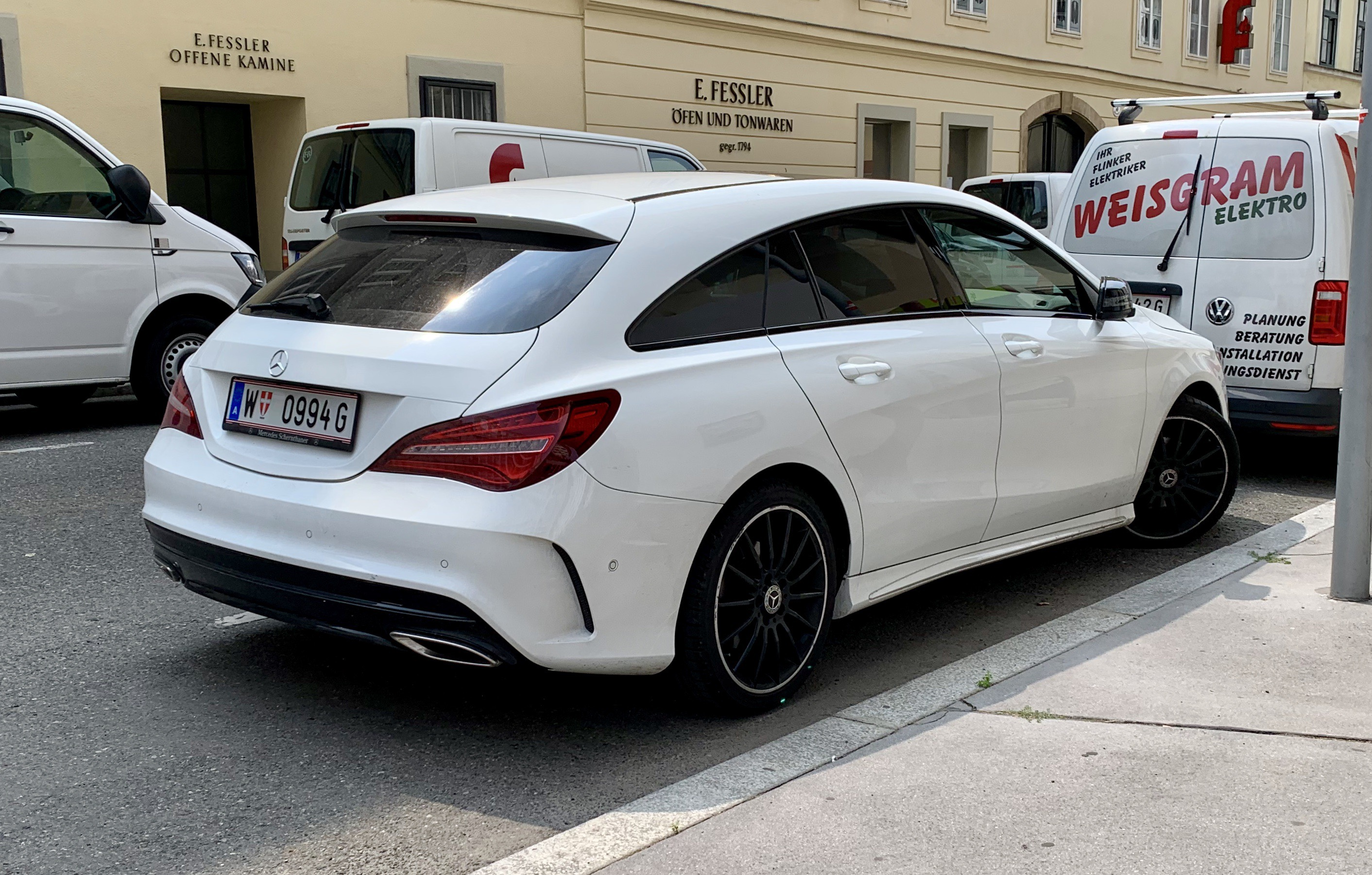
CLA 200 "شوتينچ بريك" في النمسا

## معرض صور

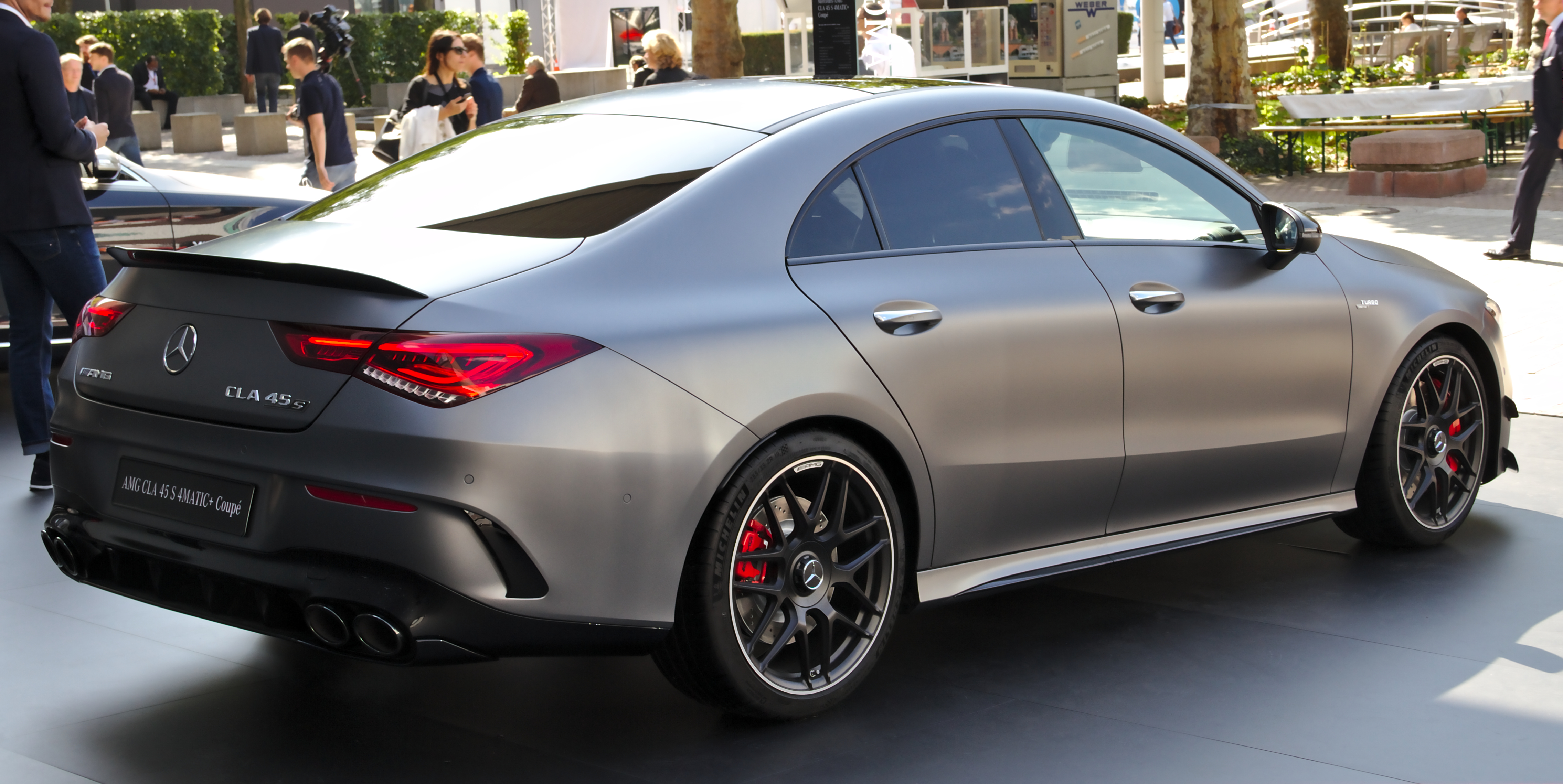
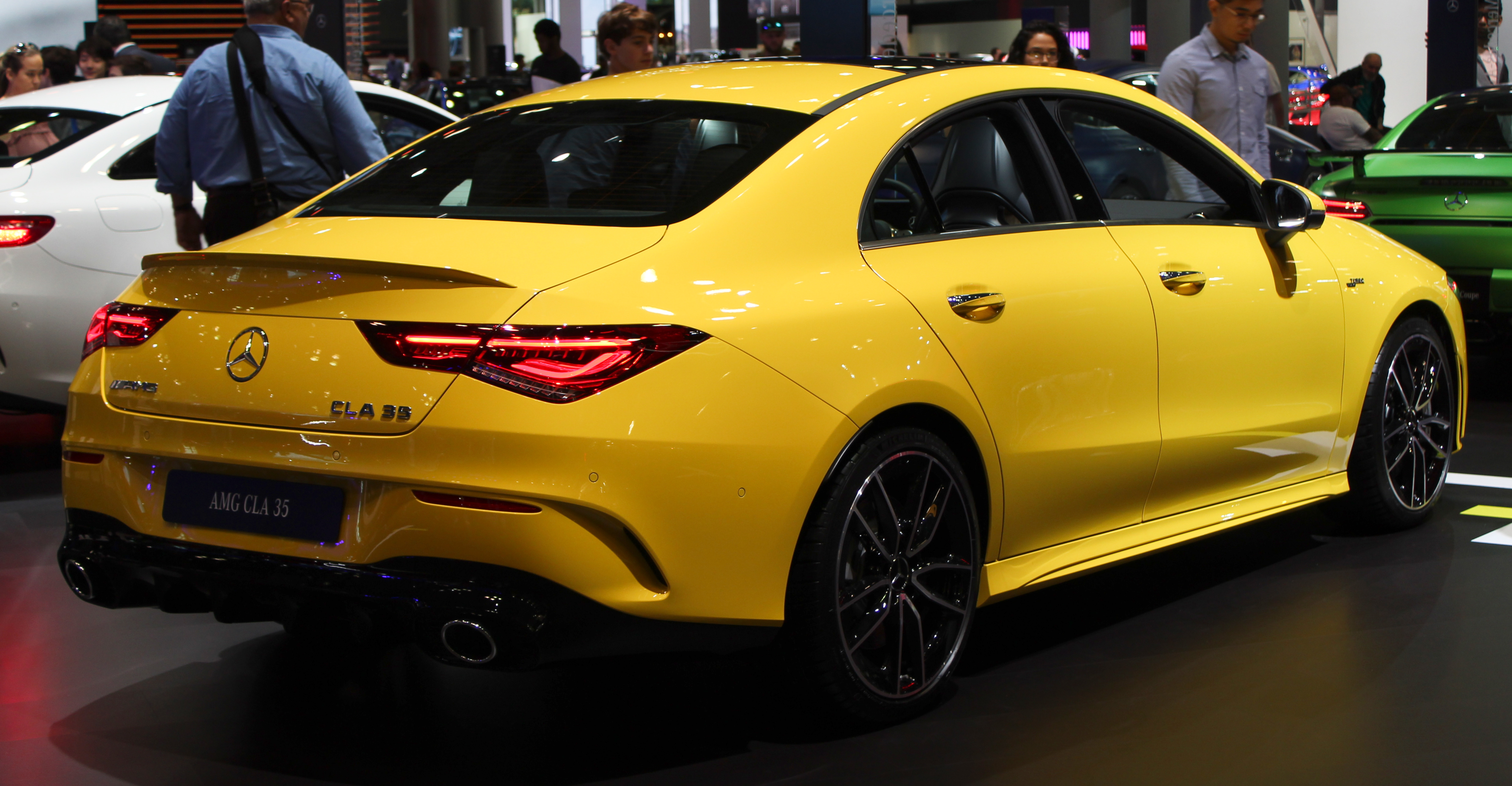
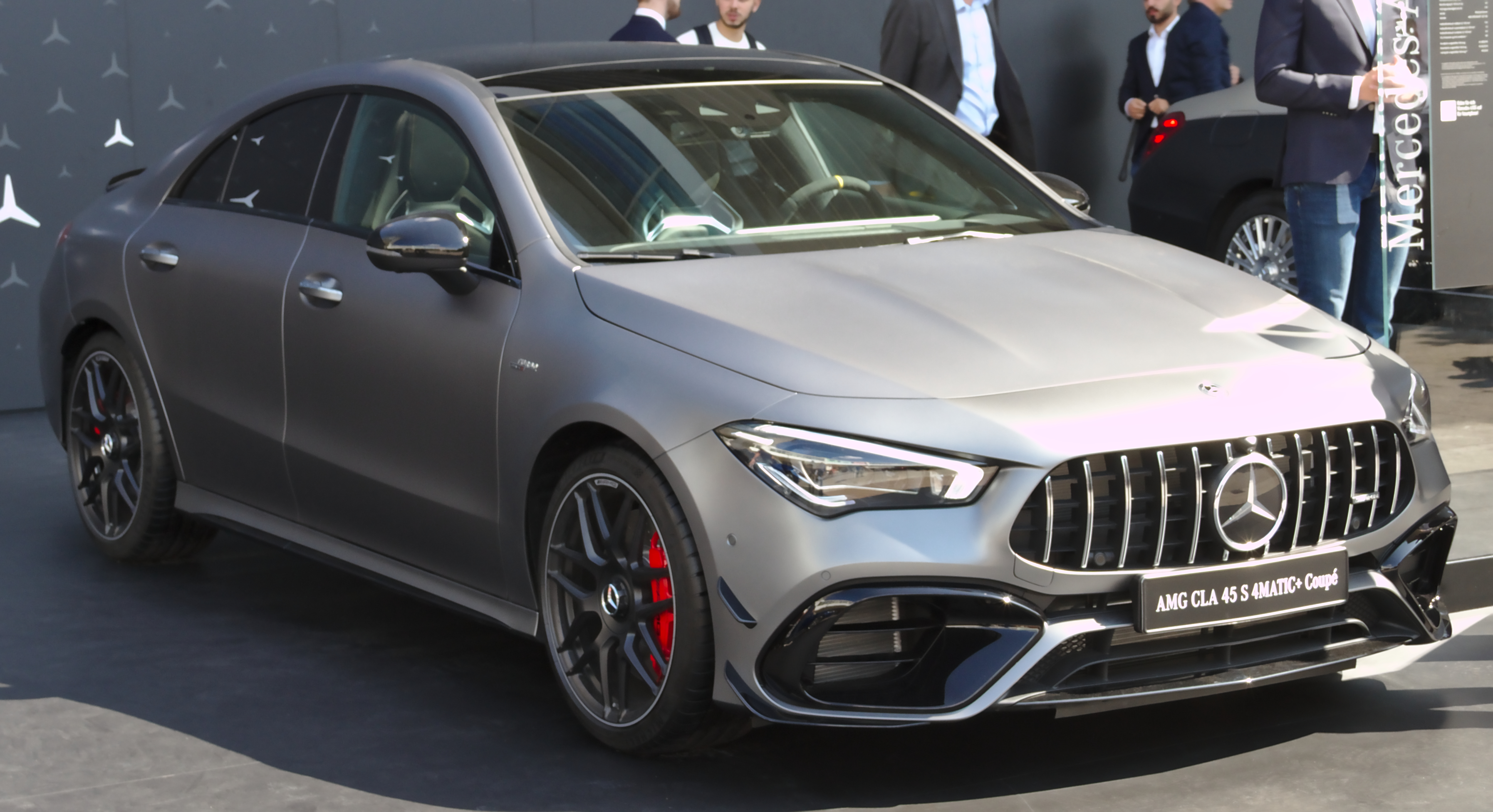